# Mick Woodmansey
Mick Woodmansey, detto Woody (Driffield, 4 febbraio 1950), è un batterista inglese, cresciuto nella contea inglese dell'East Riding of Yorkshire e molto ben conosciuto per la sua collaborazione con David Bowie e il gruppo musicale The Spiders from Mars.
Ha suonato negli album di Bowie The Man Who Sold the World del 1970, Hunky Dory del 1971, The Rise and Fall of Ziggy Stardust and the Spiders from Mars del 1972 e Aladdin Sane del 1973.
Nel 1975, due anni dopo che Bowie aveva "ucciso" Ziggy Stardust e si era separato dagli Spiders from Mars, Woodmansey, assieme al bassista Trevor Bolder, ricostituì nuovamente il gruppo per pubblicare un album. Questo rese necessario il rinnovamento della formazione, con Dave Black alla chitarra solista e Pete McDonald nel ruolo di cantante. Ospite, in qualità di tastierista, era quel Mike Garson che era stato una componente notevole della formazione di Bowie fin dai tempi di Ziggy Stardust.
Dopo che gli Spiders si furono definitivamente sciolti Mick formò una propria band, i Woodmanseys U Boat, che nel 1977 pubblicarono il proprio album di esordio, U Boat. L'album fu in seguito (2006) messo nuovamente in commercio col titolo Woody Woodmansey's U Boat (etichetta discografica Castle Communications).
Woodmansey ha suonato anche con Art Garfunkel e nel gruppo Cybernauts; attualmente si esibisce come batterista del gruppo Sueshe.

## Discografia

### Con David Bowie
- The Man Who Sold the World (1970)
- Hunky Dory (1971)
- The Rise and Fall of Ziggy Stardust and the Spiders from Mars (1972)
- Aladdin Sane (1973)
- Ziggy Stardust - The Motion Picture (registrato dal vivo nel 1973, pubblicato ufficialmente nel 1983)
- Santa Monica '72 (registrato dal vivo nel 1972, pubblicato ufficialmente nel 1994)

### Con Dana Gillespie
- Weren't Born a Man (1974)

### Con The Spiders from Mars
- Spiders from Mars (1976)

### Con Woody Woodmansey's U-Boat
- Woody Woodmansey's U-Boat (1977)

### Con Cybernauts
- Cybernauts live (2001)